# Batalha de Benevento (212 a.C.)
A Segunda Batalha de Benevento foi travada entre o exército cartaginês, comandado por Hanão, o Velho, e o exército romano, comandado por Quinto Fúlvio Flaco, em 212 a.C., apenas dois anos depois da Primeira Batalha de Benevento. Assim como no caso anterior, esta batalha terminou com uma derrota cartaginesa. Lívio apresenta um breve relato desta batalha.

## Prelúdio
Depois da grande derrota romana na Batalha de Canas (216 a.C.), muitas cidades do sul da Itália se revoltaram contra o domínio romano e debandaram para o lado cartaginês, facilitando a atuação de Aníbal na região.
Quando Aníbal deixou a cidade aliada de Cápua, a segunda maior da Itália na época, para tentar conquistar Taranto, os cônsules romanos Ápio Cláudio Pulcro e Quinto Fúlvio Flaco aproveitaram para iniciar um cerco à cidade rebelde. Os capuanos, que não tinham força suficiente para resistir a um prolongado cerco, exigiram que Aníbal os ajudasse e, como resposta, Hanão, avançou com seus exércitos de Brúcio e acampou a cerca de 5 quilômetros de Benevento e dedicou-se a alistar o máximo possível de reforços entre as populações locais vizinhas para ajudar Cápua. Já havia na cidade 2 000 carroças estavam estacionadas perto de Benevento. Esta caravana era um bando desordenado de camponeses e escravos e havia criado uma enorme confusão no interior do acampamento cartaginês.

## Batalha
Ao saberem destas ações, os cônsules decidiram atacar a posição cartaginesa e Quinto Fúlvio Flaco avançou com suas tropas durante a noite para atacar de surpresa logo ao amanhecer. Porém, os cartagineses, postados numa posição elevada, conseguiram repelir o assalto. Fúlvio Flaco, observando com preocupação o elevado número de baixas que seus homens estavam sofrendo na tentativa de tomar a posição inimiga, ordenou a retirada, mas seus legionários, ao invés de recuarem em desonra, renovaram o ataque com grande ferocidade.
O líder do destacamento dos aliados pelignos levou seu próprio estandarte até o acampamento cartaginês, animando seus homens a recuperá-lo; um dos centuriões romanos, chamado Tuto Pedânio, imitou o gesto e conseguiu, desta forma, que seus homens avançassem e, finalmente, penetrassem no acampamento inimigo, onde realizaram uma grande matança, assassinando cerca de 6 000 cartagineses e prendendo outros 7 000 prisioneiros. Além disto, os romanos capturaram também todos os suprimentos acumulados por Hanão e também todos os seus animais de carga.

## Consequências
Destruído o acampamento inimigo, o exército romano foi a Benevento e vendeu o butim amealhado, dividindo os ganho entre os soldados de ambos os exércitos consulares. Hanão, por outro lado, retornou para Brúcio de forma "mais parecida com a de alguém que foge do que com a de alguém que marcha". Hanão, que estava em Camínio para conseguir mais alimentos, foi obrigado a voltar para Brúcio e o próprio Aníbal teve que marchar para socorrer Cápua para levantar o cerco romano, o que ele conseguiu fazer na Primeira Batalha de Cápua.